# Fougères-sur-Bièvre
Fougères-sur-Bièvre är en kommun i departementet Loir-et-Cher i regionen Centre-Val de Loire i de centrala delarna av Frankrike. Kommunen ligger i kantonen Contres som tillhör arrondissementet Blois. År 2018 hade Fougères-sur-Bièvre 788 invånare.

## Befolkningsutveckling
Antalet invånare i kommunen Fougères-sur-Bièvre
| Referens: INSEE |